# 프로틴 바

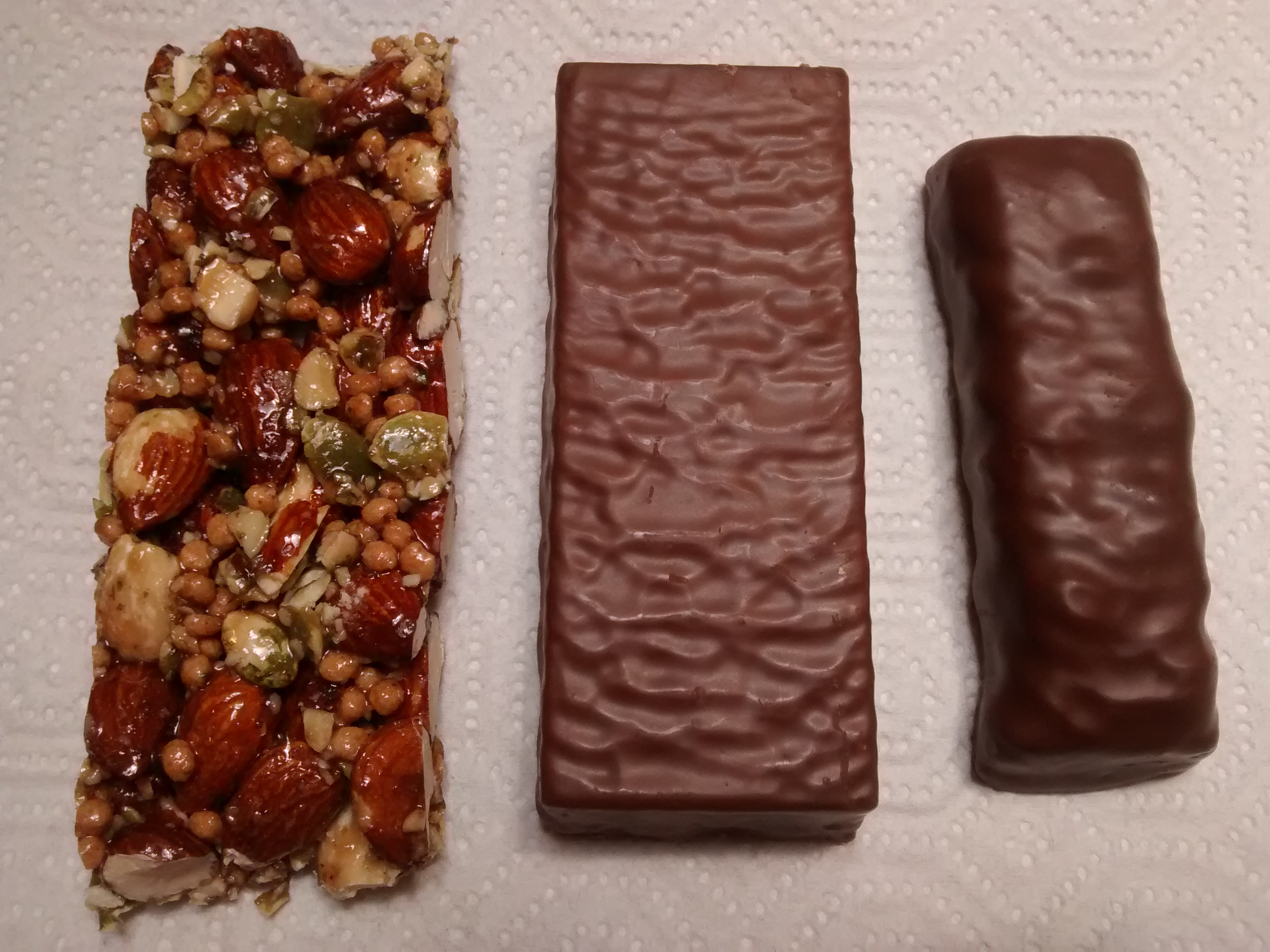

프로틴 바(Protein bar) 또는 단백질 바는 탄수화물, 지방에 비해 단백질 함량이 높은 간편식품이다. 단백질에 초점을 맞춘 라벨에도 불구하고, 대량 판매되는 많은 단백질 바에는 쿠키나 도넛보다 설탕이 더 많이 첨가되어 있다.

## 다이어트 목적
단백질 바는 준비가 필요 없는 편리한 단백질 공급원을 주로 원하는 사람들을 대상으로 한다(집에서 만든 경우 제외). 다양한 목적을 충족할 수 있는 다양한 종류의 푸드바가 있다. 에너지바는 대부분의 음식 에너지(칼로리)를 탄수화물 형태로 제공한다. 식사 대체 바는 식사의 다양한 영양소를 대체하도록 고안되었다. 단백질 바는 일반적으로 에너지 바보다 탄수화물 함량이 낮고, 식사 대체 바보다 비타민 및 식이 미네랄 함량이 낮으며, 단백질 함량이 둘보다 훨씬 높다.
단백질 바는 주로 운동선수나 운동 매니아에게 근육 강화를 위해 또는 웰니스 테마의 간편식으로 판매된다. 글로벌 시장은 성장하고 있으며 2026년에는 연간 매출이 20억 달러에 이를 것으로 예상된다.